# Clemens Rehbein
Clemens Rehbein (Kassel, 11 de noviembre de 1992) es el cantante, músico, compositor, actor,  compositor de canciones y guitarrista alemán, cofundador de la banda de música alternativa, indie folk, indie rock y rock alternativo Milky Chance.

## Trayectoria musical
Su primer sencillo en el 2013 fue "Stolen Dance", el primer álbum  de Milky Chance fue Sadnecessary, que llegó al puesto 15º en las listas musicales alemanas. Antes de crear Milky Chance era el bajista de un grupo de jazz, Flown Tones. En el 2017 lanzó su sencillo Blossom del álbum que lleva ese mismo nombre. Junto con Phillip Dausch formó Milky Chance y grabaron parte de sus primeros discos en la casa de los padres de Clemens. Su videoclip Stolen Dance ha recibido más de 900 millones de visitas en Youtube.

## Premios
- European Border Breakers Award (2015), por Sadnecessary como mejor álbum